# تپه انبار قدیم
تپه انبار قدیم مربوط به دوره اشکانیان - دوره سلجوقیان است و در شهرستان دره‌شهر، بخش مرکزی، دهستان زرین دشت، ۸۰۰ متری جنوب روستای دلفان آباد واقع شده و این اثر در تاریخ ۳۰ بهمن ۱۳۸۶ با شمارهٔ ثبت ۲۱۰۳۲ به‌عنوان یکی از آثار ملی ایران به ثبت رسیده است.